# Дор (Шекснинский район)
Дор — деревня в Шекснинском районе Вологодской области.
Входит в состав сельского поселения Угольского (до 2015 года входило в состав Домшинского).
Расстояние по автодороге до районного центра Шексны — 33,2 км, до центра муниципального образования Нестерово — 3,5 км. Ближайшие населённые пункты — Лупанда, Кожевниково, Домшино.

## Население
По данным переписи в 2002 году постоянного населения не было.
| 2010 |
| ---- |
| 0    |